# インプモン
インプモンはデジタルモンスターシリーズに登場する架空の生命体・デジタルモンスターの一種。

## 概要
デジモンテイマーズから登場する小悪魔をモチーフにしたデジモン。名前の由来は魔女の使い魔であると言われる「インプ」という小悪魔。元々は主人公のパートナーとして製作されたが諸々の事情でギルモンにそのポジションが移行することになった。
外見的特徴として首に巻いた赤いスカーフと腹部のスマイリーフェイスマークがある。赤いスカーフはベルゼブモンの左腕にも巻かれている。

## 種族としてのインプモン
悪戯や意地悪を好み、相手が困る姿を見るのが楽しみという性悪な性格の持ち主。インプモンが現れると電化製品が一時的におかしくなるとされ、電化製品の異常はこのインプモンの悪戯による可能性があるという。基本的に孤高で悪さや意地悪が好きなデジモンだが、決して強い者に媚びへつらうことは無く強い態度で立ち向かう。一方で本当は寂しがり屋な一面も持っている。
X抗体獲得による変化を遂げた際にはさらに強い自信を持つようになり、首には長いマフラー、右目に眼帯を付けた姿へと変化した。自身はこの眼帯を外した時に真の力が発揮されると考えているが、実際にはそういったことはない。

### 基本データ
- 世代/成長期
- タイプ/小悪魔型
- 属性/ウィルス
- 必殺技/ナイト・オブ・ファイアー、ナイト・オブ・ブリザード
- 得意技/サモン、ダダダキック、ダークソング

得意技
サモン
炎と氷のエレメンタルを召喚する。
必殺技
ナイト・オブ・ファイアー
指先から出した暗黒の炎で敵を攻撃する。

### X抗体版
- 世代/成長期
- タイプ/小悪魔型
- 属性/ウィルス
- 必殺技/ナイト・オブ・ファイヤー、サモンチェイサー
- 得意技/サモン

必殺技
サモンチェイサー
召喚した炎と氷のエレメンタルに相手を執拗に追わせる。攻撃だけではなくドッキリなどに利用できる。

### 亜種・関連種・その他
- ベルゼブモン

究極体。
- キーモン

幼年期I。
- ヤーモン

幼年期II。

## デジモンテイマーズにおけるインプモン
担当声優は高橋広樹。リアルワールドを一人放浪している小悪魔型のデジモン。悪戯好きの性格で、人間と共にあるデジモンたちを『飼われている』と軽蔑している。しかし、それはテイマーたちといるデジモンへの羨ましさと自身が一人ぼっちでいる寂しさの裏返しであった。普段は悪ぶってはいるが、根は優しくお人好しなデジモン。
元はアイとマコトという二人の姉弟の下で暮らしていた（デジヴァイス（アーク）の存在は見られないため、正式なパートナーデジモンとは言えない状態）。ある日二人が些細なケンカを起こし、インプモンの腕を引っ張り合ってしまう。その時の痛みと戸惑いから、人間に対して不信感を持ってしまい、二人のもとを離れる。その後も時折アイとマコトを陰でこっそり見守っていたが、かつての出来事をフラッシュバックの如く思い出してしまい二人の元に戻る決心がなかなかつかなかった。また、自分を気にかけ心配しているレナモンには前述の性格上、そのことを指摘されると突っぱねることもしばしばあった。
第19話でデーヴァの一体、インダラモンに酷いダメージを負わされる。重傷の状態で下水道を彷徨っていた時に、同じくデーヴァであるチャツラモンに話を持ちかけられ、生まれ故郷であるデジタルワールドへと引き込まれた。その後、タカトたちを倒す約束のもとスーツェーモンと契約を交わし、強大な力を与えられ究極体であるベルゼブモンに進化した。
進化後、暴走するバイク型マシーン「ベヒーモス」（本来なら搭乗した者の意識を乗っ取ってしまう代物）を乗りこなし、タカトたちの前に立ち塞がる。説得を試みたレオモンを一撃の元、ロードしてしまう。彼の死によるタカトの激しい怒りはギルモンを「四大竜」の一角、メギドラモンに暗黒進化させてしまい暴走するが、戦いの中でマクラモン、ラピッドモンとタオモンの分身をロードし、それさえも圧倒する戦闘能力を見せつけた。その時点で、デーヴァもスーツェーモンも関係なく自ら悪魔になったことを自称。その後、怒りが間違いに気づいて謝罪したタカトが本当の大切なことに気づき、ギルモンの真の究極進化形態であるデュークモンと接戦を繰り広げたが、ガードロモンの援護射撃に気を取られた隙を突かれ敗れる。そして敗北した彼は「もうパワーなんかいらねぇ！パワーなんかいらなかったんだ！」と言って力に溺れてレオモンをロードしたことを後悔し、インプモンへと退化しデジタルワールドに取り残されそうになるが、彼を気にかけていたレナモンの手によって共にリアルワールドに帰還する。
テイマーズの一行と共にリアルワールドへと戻った後は、アイとマコトの居場所を探ることになる。二人はデ・リーパーの侵略から避難するため、とうに元の住所から離れていたが、インプモンを想い彼のために書置きを残していた。それを手がかりとしてインプモンは捜索を続け、ついに二人と再会する。アイとマコトはインプモンとの再会を大いに喜んだが、インプモンはテレビのニュースによってメガログラウモン、ラピッドモン、タオモンのピンチを知り、戦いへと身を投じる決意を固める。そんな彼にアイは頬に励ましのキスを、マコトは玩具の光線銃を戦力として託す。駆け付けたベルゼブモンにラピッドモンは戸惑い、メガログラウモンは敵意を向けるが、彼らに敵意を向けられようとも、自分を信じてくれるパートナーのために戦うことを決めたベルゼブモンはメガログラウモンたちを救出。タカトたちと和解した後、最終決戦目前で負傷によってリタイアするまで共闘した。
マコトが託した単なる玩具に過ぎない光線銃は「ベルゼブモン：ブラストモード」への進化のきっかけとなった。以降は己が責任からデ・リーパーに囚われてしまった樹莉を救い出すために尽力し、レオモンの必殺技である獣王拳でバリアを破壊したものの、ジュリがレオモンのことを思い出してしまい、再びショックを受けたままあと一歩のところで再生したバリアに閉じ込められてしまう。それでも諦めずにバリアを破壊しようとしたがデリーパーの不意打ちによって重傷を負ってしまう。
デ・リーパーとの戦いで重傷を負ったインプモンに付き添うアイとマコトの前には、最後の別れの直前にテイマーの証として紫色のデジヴァイス（アーク）が現れた。タカト達がデリーパーを倒した後、悲しみから元の優しさに戻ったジュリと和解する。そしてシャガイシステムによって幼年期に退化し、幼年期化したギルモン達と共にデジタルワールドに帰り、さよならをした。
劇場版2作目『暴走デジモン特急』ではベルゼブモンの姿で終始味方のポジションとして登場。暴走するロコモンに対してベヒーモスで並走しながらベレンヘーナで攻撃するが通じず、逆に「ホイールグラインダー」を受け転倒してしまうが、その後はパラサイモンの群れに襲われた小春とロップモンのもとにブラストモードで駆け付け二人を守った。ED映像ではインプモンの姿で登場し、人間やデジモンたちと仲良くパーティーに参加している姿が見られた。

## ゲーム
- デジモンテイマーズ バトルエボリューション（格闘ゲーム）
  - 隠しキャラとして登場。
- デジモンテイマーズ バトルスピリット Ver.1.5　（アクションゲーム）
  - 隠しキャラとして登場。反則的強さのため大会では使用禁止。